# 草野政信
草野 政信（くさの まさのぶ、1838年12月23日〈天保9年11月7日 〉- 1912年〈大正元年〉11月8日）は、江戸時代の武士、明治時代から大正時代の実業家、銀行家。

## 来歴
紀州藩士の草野三助の長男として天保9年に生まれた。維新後に設置された、藩の民政局の参事を務めた。1872年（明治5年）家督を相続した。
第十五銀行の設立に関わり、同行の取締役や丁酉銀行取締役を務めた。日本鉄道会社委員も務めた。1903年（明治36年）時点での住所は東京府東京市麻布区飯倉片町24。
和歌山にいた時、後に歴史学者となる三宅米吉を指導し、東京でも自宅に下宿させていた。

## 親族
家紋は下がり藤
- 妻：某 ? - 1891年（明治24年）4月19日没
- 養子：武雄　1874年（明治7年）9月 - 
弟草野可孝の次男
- 養女：しず　1883年（明治16年）10月 - 
弟草野可孝長女。大審院検事の三橋市太郎の妻となる。
- 弟：草野可孝 ? - ?
陸軍輜重兵陸軍中尉であったが、過度の飲酒により免官となった。その元妻は松尾三代太郎の姉。